# Jacques Rapin
Pour les articles homonymes, voir Rapin.
Jacques Rapin, né le 28 octobre 1889 à Paris et mort le 1er décembre 1953 à Bourg-la-Reine, est un architecte français.
Impliqué dans la reconstruction de Reims après la Grande Guerre, il a déposé 31 permis de construire dans cette ville de 1920 à 1930.

## Biographie
Jacques Marcel Rapin, né à Paris le 28 septembre 1889, est le fils du peintre Alexandre Rapin et de Marie Winter. Il est le frère cadet d’Henri Rapin connu comme peintre et décorateur d’intérieur. Il est élève de Gabriel Héraud à l’École nationale supérieure des beaux-arts de Paris.
Pendant la Première Guerre mondiale, il est pilote militaire avec le brevet de pilote no 1241 obtenu à l'école d'aviation militaire d'Avord, le 21 juillet 1915. Il est cité plusieurs fois à l'ordre de l'armée.
Il est blessé par des éclats de balles à la jambe au cours d'un combat aérien contre un biplan, le 23 septembre 1916.
Jacques Rapin s’installe à Reims en 1920 et épouse Suzanne Piquart (dite Zézette) avec qui il aura un fils, Marcel.
Il est président de l'Aéroclub de Champagne.
Jacques Rapin est aussi l’organisateur, avec Émile Maigrot, du défilé Reims Magnifique le 6 juin 1926, pour fêter le 100 000e habitant revenu à Reims.
Il reprend le cabinet rémois de son beau-père, l’architecte sparnacien Henri Piquart, fondé à la fin de la Première Guerre mondiale.
Il meurt le 1er décembre 1953 à Bourg-la-Reine.

## Distinctions
- Chevalier de la Légion d'honneur le 6 juillet 1919
- Officier de la Légion d'honneur le 28 décembre 1934
- Croix de guerre 1914–1918
- Médaille militaire

## Réalisations
- Piscine du Tennis-Club, 15-17, rue Lagrive à Reims.
- Immeuble de l’Automobile Club, 3, boulevard de la Paix à Reims.
- Immeuble au 20-22, rue Courmeaux à Reims.
- Immeuble au 10-22, rue de l'Écu à Reims.
- Villa Demmler au 10, rue Auguste-Demmler à Bourg-la-Reine, 1925[4].

Réalisations de Jacques Rapin à Reims
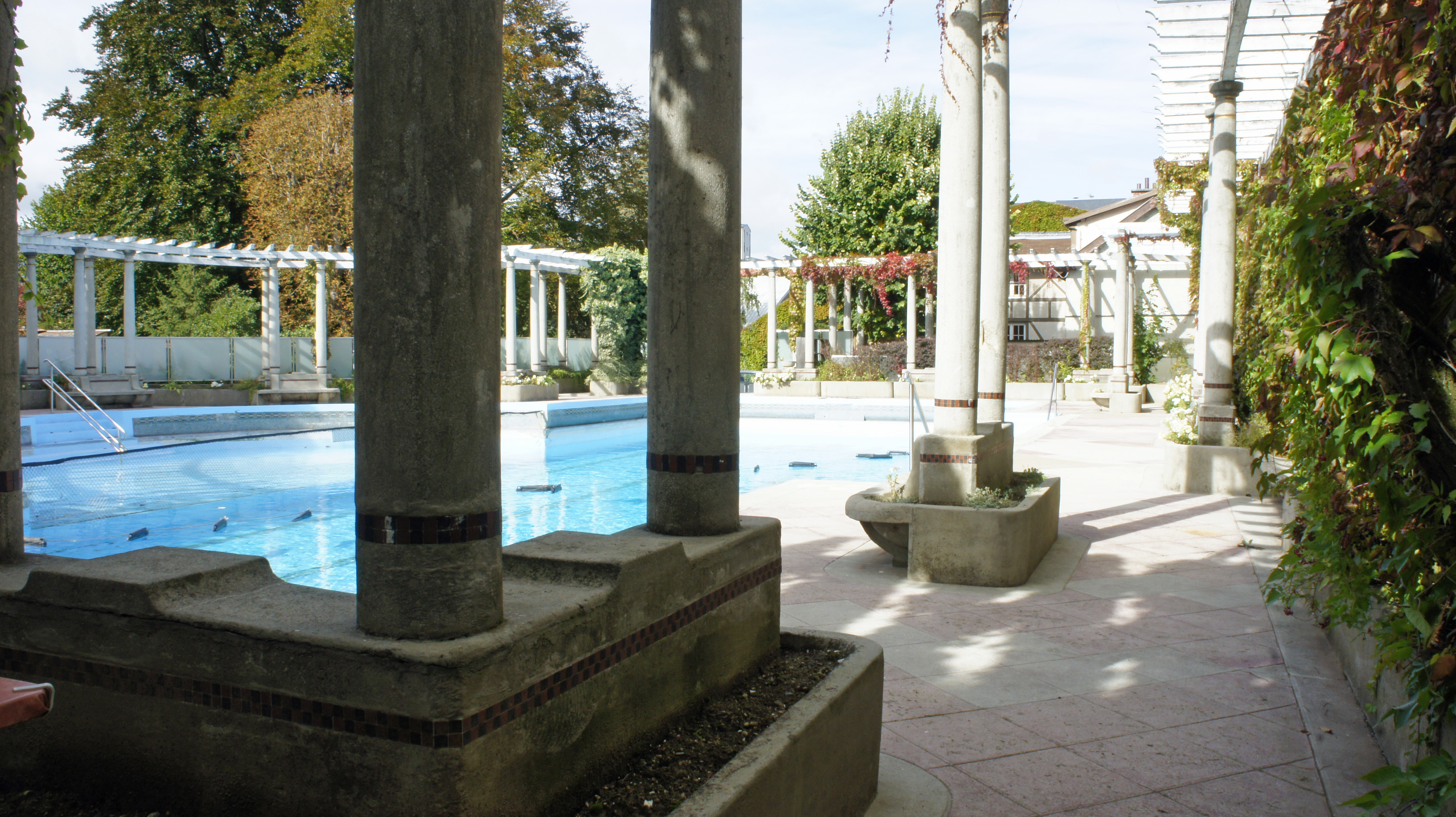
Piscine classée du tennis club de Reims.
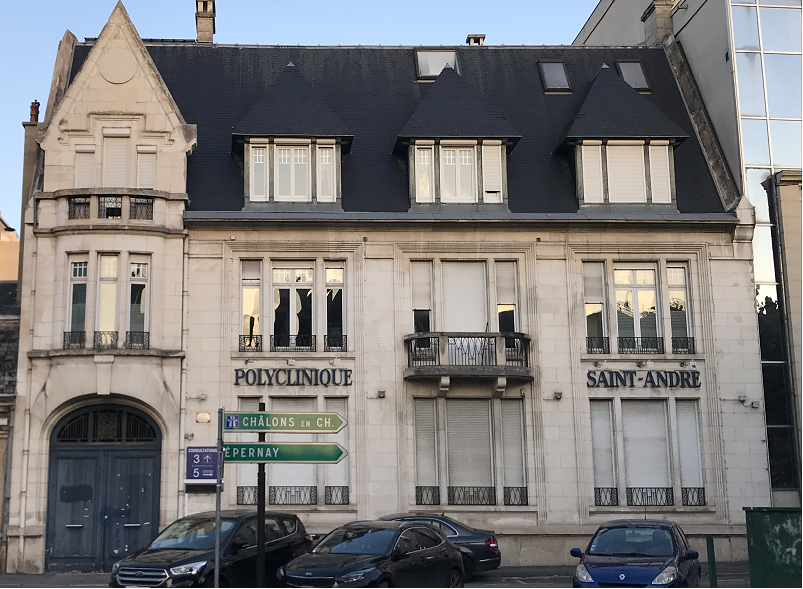
Entrée Clinique Saint-André de Reims ou Ancien immeuble de l’Automobile Club au 3, boulevard de la paix.
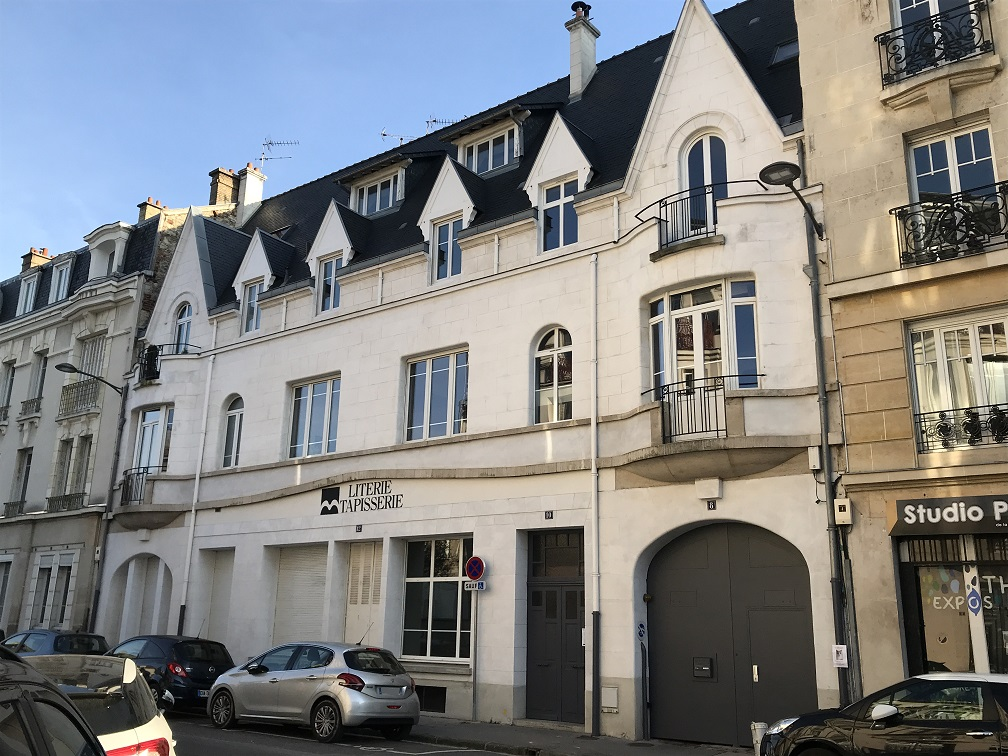
8-10-12, rue de l'Écu.